# Abatia angeliana
Abatia angeliana är en videväxtart som beskrevs av M.H.Alford. Abatia angeliana ingår i släktet Abatia och familjen videväxter. Inga underarter finns listade i Catalogue of Life.